# Obsjtina Zlatograd
Obsjtina Zlatograd (bulgariska: Община Златоград) är en kommun i Bulgarien.   Den ligger i regionen Smoljan, i den södra delen av landet, 200 km sydost om huvudstaden Sofia.
Obsjina Zlatograd delas in i:
- Alamovtsi
- Dolen
- Erma reka
- Startsevo

Följande samhällen finns i Obsjina Zlatograd:
- Zlatograd